# Warto żyć (album zespołu Classic)
Warto żyć – drugi album zespołu Classic wydany 29 kwietnia 1997 nakładem firmy fonograficznej Green Star.
Album ten sprzedał się w ok. 250 000 egzemplarzy, otrzymując tym samym status platynowej płyty. Był jednym z najlepiej sprzedających się wydawnictw 1997 roku w muzyce disco polo.

## Promocja płyty
Do albumu nagrano 4 teledyski:
- Hej czy ty wiesz
- Warto żyć
- Jesteś wielkim spełnieniem
- Świąteczne dni (duet z zespołem Boys)

Ponadto powstały teledyski koncertowe do utworów:
- Nie kochasz to nie kochaj
- Celestynka

Wideoklipy prezentowano na antenie TV Polsat, Polsat 2, Nasza TV i innych mniejszych stacji telewizyjnych.

## Lista utworów
1. Warto żyć (muz. i sł. R. Klatt) 3,51
2. Jesteś wielkim spełnieniem – Dance Mix (muz. M. Winnicki, sł. R. Klatt) 4,00
3. Oczy czarne (muz. i sł. tw. ludowi) 3,58
4. Teraz już wiem (muz. R. Klatt, M. Winnicki, sł. S. Ludwiczak) 4,25
5. Pożegnanie (muz. i sł. M. Winnicki) 4,25
6. Nie kochasz to nie kochaj (muz. R. Klatt, sł. M. Winnicki) 3,04
7. Szatan z VII klasy (muz. W. Przemiński, sł. L. J. Kern) 3,21
8. Hej czy ty wiesz (muz. i sł. M. Winnicki) 3,54
9. Kaśka z VIII A (muz. R. Klatt, sł. M. Winnicki) 3,46
10. Masz jedno życie (muz. R. Klatt, sł. M. Winnicki) 4,15
11. Jesteś wielkim spełnieniem (muz. M. Winnicki, sł. R. Klatt) 4,09
12. Celestynka (muz. M. Winnicki, R. Klatt, sł. D. Urbala) 3,30
13. Posłuchaj serca (muz. i sł. J. Konicki) 3,33
14. Kołysanka (muz. M. Winnicki, sł. R. Klatt) 4,05
15. Uśmiechnij się (muz. M. Winnicki, sł. R. Klatt) 3,07
16. Żegnaj (muz. R. Klatt, sł. M. Winnicki) 2,55
17. Moja dziewczyna – Dance Version (muz. i sł. tw. ludowi) 3,42
18. Świąteczne dni – duet z zespołem Boys (muz. R. Klatt, M. Winnicki, sł. M. Miller) 3,50

## Informacje dodatkowe
- Aranżacja: Robert Klatt
- Realizacja: Robert Klatt
- Vocal: M. Winnicki, R. Klatt
- Nagrań dokonano w studiu "Play&Mix"
- Mastering: Witold Mix Waliński
- W utworze "Masz jedno życie" perkusja: Mirek Guma

- Wydawca: Cezary Kulesza
- Foto i projekt okładki: Krzysztof Walczak